# Eumerus rubescens
Eumerus rubescens är en tvåvingeart som beskrevs av Villeneuve 1912. Eumerus rubescens ingår i släktet månblomflugor, och familjen blomflugor.
Artens utbredningsområde är Syrien. Inga underarter finns listade i Catalogue of Life.